# Gustáv Mráz
Gustáv Mráz (* 11. September 1934 in Bratislava) ist ein ehemaliger tschechoslowakischer Fußballspieler. 

## Karriere

### Vereine
Mráz kam im Alter von 16 Jahren in der 25. Spielzeit, zuletzt unter dem Namen Přebor republiky, der seinerzeit höchsten Spielklasse im tschechoslowakischen Fußball, in neun Punktspielen zum Einsatz. Er debütierte am 30. August 1955 (14. Spieltag) beim 1:0-Sieg im Auswärtsspiel gegen Tankista Praha für den letztmals unter dem Namen Ústredný dom Červenej hviezdy Bratislava in der Spielklasse vertretenen Verein.
Unter dem Namen TJ Červená Hviezda Bratislava bestritt er für den Verein die Spielzeit 1956 und die anschließenden fünf Saisons bis 1962 in der 1. futbalová liga; in den insgesamt 63 Punktspielen erzielte er am 15. April 1957 (5. Spieltag) bei der 1:2-Niederlage im Auswärtsspiel gegen TJ Spartak Hradec Králové mit dem Treffer zum Endstand in der 81. Minute sein einziges Tor. Am Saisonende 1958/59 gewann er die Meisterschaft.
Im Jahr 1962 wechselte er mit all' seinen Mitspielern geschlossen zu TJ Slovnaft Bratislava, für den Verein er zunächst bis 1965 ebenfalls in der höchsten Spielklasse zum Einsatz kam und insgesamt 40 Punktspiele bestritt. In diese Zeit fallen seine einzigen beiden Erfolge; er gewann mit seinem Verein – dem einzigen, dem es gelang – zweimal (in Folge) den Rappan-Pokal.
Im Jahr 1965 erfolgte eine Änderung des Vereinsnamens; Mráz spielte nunmehr für den TJ Internacionál Slovnaft Bratislava – bis Saisonende 1965/66 noch dreimal.
Im Wettbewerb um den International Football Cup, auch als Rappan-Pokal bekannt, nahm er an vier von sechs Ausspielungen teil und kam in insgesamt 15 Spielen zum Zuge. Im 1955 wiederbelebten Wettbewerb um den Mitropapokal kam er einzig am 3. Juli 1960 bei der 1:2-Niederlage beim Tatabányai Bányász Sport Club zum Einsatz.

### Nationalmannschaft
Mráz bestritt elf Länderspiele für die A-Nationalmannschaft. Sein Debüt als Nationalspieler gab er am 13. Oktober 1957 in Wien beim 2:2-Unentschieden gegen die Nationalmannschaft Österreichs. Im selben Jahr gewann er mit seiner Mannschaft am 13. Dezember den Vergleich mit der Nationalmannschaft Ägyptens mit 2:1 in Kairo. Sein letztes Länderspiel bestritt er am 5. April 1959 in Dublin bei der 0:2-Niederlage gegen die Nationalmannschaft Irlands. Dazwischen bestritt er acht Länderspiele, alle im Jahr 1958, darunter drei Spiele der Gruppe 1 und ein Entscheidungsspiel während der Weltmeisterschaft 1958.

## Erfolge
- IFC-Sieger 1963, 1964
- Tschechoslowakischer Meister 1959 (Diesen Titel beansprucht auch Inter Bratislava für sich.)